# Ryōhei Katō
Ryōhei Katō (jap. 加藤 凌平, Katō Ryōhei; * 9. September 1993 in der Präfektur Shizuoka) ist ein japanischer Gerätturner.
Zu seinen größten Erfolgen zählen der Gewinn der Goldmedaille bei den Olympischen Spielen in Rio de Janeiro 2016, die er gemeinsam mit Kenzo Shirai, Kohei Uchimura, Yūsuke Tanaka und Koji Yamamuro erstmals im Mehrkampffinale erringen konnte. Bei den Olympischen Spielen 2012 gewann er mit der japanischen Mannschaft eine Silbermedaille, bei den Turn-Weltmeisterschaften 2013 eine Silbermedaille im Mehrkampf sowie eine Silbermedaille im Mannschaftswettbewerb bei den Turn-Weltmeisterschaften 2014.
Seit 2012 studiert er an der Juntendo-Universität.